# Kevin Bright
Kevin S. Bright (n. 15 noiembrie 1955) este un producător și regizor american, cunoscut pentru serialele Friends și Joey.
În 1993 Bright a creat, împreună cu Marta Kauffman și David Crane Bright/Kauffman/Crane Productions, care, în colaborare cu Warner Brothers Television, a produs Friends.